# Johann Nicolaus Bünekau
Johann Nicolaus Bünekau (* 1764 in Lübeck; † 20. Februar 1830 ebenda) war Jurist und Ratsherr in Lübeck.
Johann Nikolaus Bünekau war Sohn des Lübecker Bürgermeisters Hermann Georg Bünekau. Gemeinsam mit seinem Bruder Christian Friedrich Bünekau studierte er Rechtswissenschaften ab 1785 in Kiel, 1786 in Göttingen, 1788 in Straßburg und Basel, wo er 1788 Promotion zum Licentiat der Rechte promoviert wurde. Er war von 1790 bis 1806 Ratssekretär in Lübeck. Bünekau wurde 1806 zum Ratsherrn erwählt und trat in der Lübecker Franzosenzeit bereits Ende 1806 aus Gesundheitsgründen dem Rat aus, nachdem er durch die Schlacht bei Lübeck sein gesamtes Vermögen verloren hatte und dies seelisch nicht verwinden konnte oder wie die Protokolle es festhielten „kein Strahl von Hoffnung zur Gesundung mehr schimmere“. Er verließ zunächst die Stadt, kehrte später jedoch zurück.